# Aglymbus festae
Aglymbus festae är en skalbaggsart som först beskrevs av Griffini 1899.  Aglymbus festae ingår i släktet Aglymbus och familjen dykare. Inga underarter finns listade i Catalogue of Life.